# Prezir (film)
Prezir (fr. Le mépris) je film Žan-Lik Godara iz 1963. baziran na istoimenom romanu Alberta Moravije iz 1954.
Radnja se vrti oko scenariste koji iskorišćava lepotu svoje supruge kako bi se dodvorio beskrupuloznom američkom filmskom producentu. Ovom psihološkom dramom režiser Žan-Lik Godar je uspeo dočarati svu slojevitost međuljudskih odnosa, nezavisno je li reč o njihovim ljubavnim ili profesionalnim vezama. Glavne uloge igraju Mišel Pikoli, Brižit Bardo i Džek Palans.

## Radnja
Ugledni nemački reditelj Fric Lang (Fric Lang lično) na italijanskom ostrvu i mondenom letovalištu Kapriju snima film o pustolovinama starogrčkog mitološkog junaka Odiseja. Međutim, snimanje filma prate nesuglasice između njega i američkog producenta Džeremija Prokoša. I dok Lang želi umetničko ostvarenje lišeno podilaženju gledaocima, Prokoš nastoji realizovati komercijalno uspešan film za što širu publiku. Stoga angažuje mladog scenaristu Pola Žavala ne bi li prepravio postojeći scenario. Pol na snimanje stigne sa svojom prelepom suprugom Kamil, nekadašnjom daktilografkinjom, koja kraj svog nesigurnog muža žudi za istinskom prisnošću i bračnim zajedništvom. Kako bi se dodvorio beskrupuloznom Prokošu i zadržao unosan angažman, Pol odluči pomoću Kamil šarmirati neugodnog producenta. Međutim ne ide sve po planu...

## Uloge
| Mišel Pikoli  | Pol Žaval              |
| Brižit Bardo  | Kamil Žaval            |
| Džek Palans   | Džeremi Prokoš         |
| Fric Lang     | lično                  |
| Đorđa Mol     | Frančeska Vanini       |
| Raul Kuta     | kamerman               |
| Žan-Lik Godar | Langov pomoćni režiser |
| Linda Veras   | Sirena                 |

## Produkcija
Italijanski filmski producent Karlo Ponti je pristupio Žan-Lik Godaru da razmotre moguću saradnju; Godar je predložio adaptaciju Moravijinog romana Il disprezzo 
(prvobitno preveden na engleski jezik pod naslovom A Ghost at Noon) gde je video Kim Novak i Frenka Sinatru u glavnim ulogama ali oni su odbili. Ponti je predložio Sofiju Loren i Marčela Mastrojanija koje je Godar odbio. Konačno Bardo je izabrana zbog insistiranja producenta da bi profit mogao biti povećan zbog prikazivanja njenog zanosnog tela. Iz toga je i proistekla uvodna scena koju je Godar snimio na insistiranje američkih ko-producenata, smatrajući da je takva golotinja tipično izrugivanje bioskopskom poslovanju. U filmu, Godar je ubacio sebe kao pomočnika Frica Langa, a karakteristično je da je Lang izlagao mnoge Godarove teorije i mišljenja Francuskog Novog talasa. Godar je takođe zaposlio dva "zaboravljena" filmska stvaraoca Novog talasa: Luka Mulea i Žaka Rozijea. Brižit vidno čita knjigu o Fricu Langu koju je napisao Mule, a Rozije je napravio kratki dokumentarac o snimanju filma, Le Parti Des Choses.
Prezir je u potpunosti snimljen u Italiji, sa lokacijom snimanja u Cinecitta studiju u Rimu i Casa Malaparte na ostrvu Kapri. U značajnoj sceni Pol i Kamil lutaju po njihovom stanu i naizmenično se svađaju i pomiruju. Godar je snimio scenu kao prošireni niz praćenja snimaka, u prirodnoj svetlosti i u skoro realnom vremenu.

## Kritike
Film je dobio univerzalno priznanje od strane kritičara. Na sajtu Rotten Tomatoes je prijavljeno da je 93% kritičara dalo filmu pozitivno mišljenje sa prosečnom ocenom 8.6/10. Kritički konsenzus je: "Ovaj moćni rad udružuje um sa fizičkim izgledom, glumicu Brižit Bardo sa Godarovom inspiracijom - rediteljem Fricom Langom."
Prema Sight and Sound kritičaru Kolinu Mekejbu, Prezir je "najveće umetničko delo proizvedeno u posleratnoj Evropi."
Bosli Kroter nazvao je film "raskošnim", ali rekao da je režiser "mogao upotrebiti svoj talenat za više inteligentnu i prosvetljenu upotrebu"; Kroter, kome je nejasna motivacija glavnih likova je dodao: "Gospodin Godar je pokušao da ovim filmom prikaže komunikativan osećaj otuđenosti pojedinca u ovom složenom savremenom svetu. I on je jasno usmeren da dobije tempo koji sugeriše iritaciju i dosadu."

## Zanimljivosti
- Scena u kojoj se Pol i Kamil raspravljaju traje 34 minuta.
- Godar je bio primoran da snima tehnikom CinemaScope
- Godar je mrzeo snimanje filma.
- Nasuprot tome da je Godar snimao filmove bez napisanog scenarija, Prezir je imao scenario od 132 strane.
- Ovo je bio prvi i jedini put da Žan-Lik Godar radi sa američkim pomagačima.
- Primetna paleta boja filma - crvena, bela i plava - predstavlja i francusku i američku zastavu.

## Spoljašnje veze
- Prezir на веб-сајту  (језик: енглески)
- Rukopis scenarija za kultni film prodat za više od 300.000 evra (B92, 21. oktobar 2022)